# Super Bowl XXXIX
Super Bowl XXXIX je bio završna utakmica 85. po redu sezone nacionalne lige američkog nogometa. U njoj su se sastali pobjednici NFC konferencije Philadelphia Eaglesi i pobjednici AFC konferencije New England Patriotsi. Pobijedili su Patriotsi rezultatom 24:21, te tako osvojili svoj treći naslov prvaka, drugi zaredom.
Utakmica je odigrana na Alltel Stadiumu u Jacksonvilleu u Floridi, kojem je to bilo prvo domaćinstvo Super Bowla.

## Tijek utakmice
| Četvrtina | Vrijeme | Momčad | Informacija o promjeni rezultata                                                  | Rezultat | Rezultat |
| Četvrtina | Vrijeme | Momčad | Informacija o promjeni rezultata                                                  | Eagles   | Patriots |
| --------- | ------- | ------ | --------------------------------------------------------------------------------- | -------- | -------- |
| 2         | 9:55    | PHI    | touchdown dodavanjem (McNabb-Smith), uspješan pokušaj za dodatni poen (Akers)     | 7        | 0        |
| 2         | 1:10    | NE     | touchdown dodavanjem (Brady-Givens), uspješan pokušaj za dodatni poen (Vinatieri) | 7        | 7        |
| 3         | 11:04   | NE     | touchdown dodavanjem (Brady-Vrabel), uspješan pokušaj za dodatni poen (Vinatieri) | 7        | 14       |
| 3         | 3:35    | PHI    | touchdown dodavanjem (McNabb-Westbrook), uspješan pokušaj za dodatni poen (Akers) | 14       | 14       |
| 4         | 13:44   | NE     | touchdown probijanjem (Dillon), uspješan pokušaj za dodatni poen (Vinatieri)      | 14       | 21       |
| 4         | 8:40    | NE     | field goal (Vinatieri)                                                            | 14       | 24       |
| 4         | 1:48    | PHI    | touchdown dodavanjem (McNabb-Lewis), uspješan pokušaj za dodatni poen (Akers)     | 21       | 24       |

## Statistika utakmice

### Statistika po momčadima
| Statistika                                                      | Philadelphia Eagles | New England Patriots |
| --------------------------------------------------------------- | ------------------- | -------------------- |
| Prvih pokušaja                                                  | 24                  | 21                   |
| Ukupno osvojenih jardi                                          | 369                 | 331                  |
| Broj napada probijanjem                                         | 17                  | 28                   |
| Ukupno jardi osvojenih probijanjem                              | 45                  | 112                  |
| Broj napada s kompletiranim dodavanjem/ukupno napada dodavanjem | 30/51               | 23/33                |
| Ukupno jardi osvojenih dodavanjem                               | 324                 | 219                  |
| Izgubljenih lopti                                               | 4                   | 1                    |
| Prekršaji (izgubljenih jardi)                                   | 3 (35)              | 7 (47)               |
| Vrijeme posjeda lopte (min:s)                                   | 28:23               | 31:37                |

### Statistika po igračima
| Quarterback          | Dodavanja* | Yds** | TD*** | Int**** |
| -------------------- | ---------- | ----- | ----- | ------- |
| Donovan McNabb (PHI) | 30/51      | 357   | 3     | 3       |
| Tom Brady (NE)       | 23/33      | 236   | 2     | 0       |

Napomena: * - broj kompletiranih dodavanja/ukupno dodavanja, ** - ukupno jardi dodavanja, *** - broj touchdownova (polaganja), **** - broj izgubljenih lopti